# 中美貘
中美貘（學名：Tapirus bairdii），產于中美洲，是拉丁美洲的四種貘之一。其種加詞是為了紀念美國動物學家斯賓塞·富勒頓·貝爾德。

## 外表特徵
中美貘的臉部、喉部有一塊乳白色印記，面頰上則各有一個暗點。身體的其他部分則為深褐色或灰褐色。是三種美洲貘中體型最大的，也是墨西哥到南美地區所見的最大陸生哺乳動物。
中美貘的體長通常為2米，身高1.1米，成年中美貘的體重在220-300公斤。與其他的貘一樣，它們的鼻子較長，可以靈活伸縮。前肢為四趾，後肢為三趾。

## 繁殖與壽命
中美貘的孕期大約為400天，每胎一般為一仔。幼仔的毛髮為紅褐色，帶有白色的斑點和條紋。這些印記在成長過程中逐漸褪去。
斷奶期一般為一年，過六到十二個月即達到性成熟。中美貘的壽命可達三十年以上。

## 行爲
中美貘每一時段都可能比較活躍。主要以樹葉和落下的果實為食，行走時的軌跡呈鋸齒狀。
一般居住在水的附近，尤其喜歡游泳和涉水。
中美貘是獨居動物，在繁殖季節也會聚集在一起。

## 棲息地
中美貘生活在中美墨西哥東南部、伯利兹、危地馬拉、洪都拉斯、哥斯達黎加、尼加拉瓜和巴拿馬等國的茂密叢林中。甚至可能呆在海拔3,350米的高地。

## 保育情況

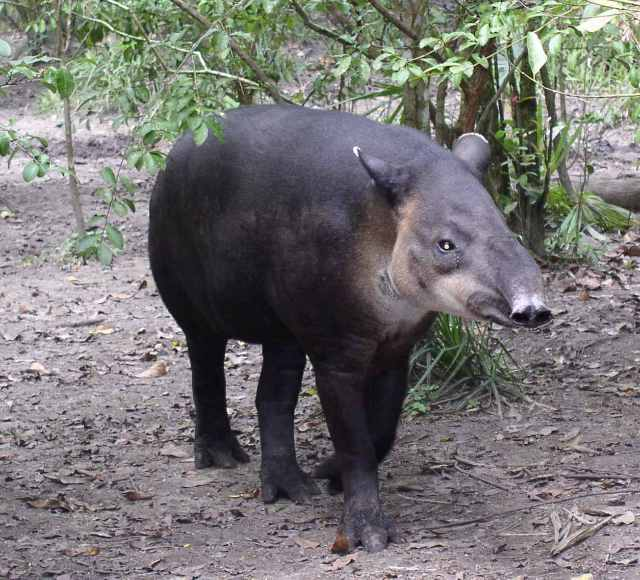
中美貘

根據世界自然保护联盟提供的資料，中美貘被列爲瀕危動物，其主要面臨的威脅是棲息林地的減少和偷獵。